# Мэнсфилдская тюрьма
Мэнсфилдская тюрьма (Mansfield Reformatory, известная также как Ohio State Reformatory) — тюрьма в городе Мансфилд, штат Огайо, США. Построена между 1886 и 1910 годами и действовала до 1990 года, когда была закрыта. В тюрьме было снято несколько фильмов (некоторые были сняты ещё до её закрытия), телевизионных шоу и видеоклипов, однако в основном она стала известна после того, как в 1994 году «снялась» в фильме «Побег из Шоушенка» в роли мэнской тюрьмы Шоушенк.

## История
Здание было построено между 1886 и 1910 годами, первый камень был заложен 4 ноября 1886 года. Архитектором был Леви Скофилд из Кливленда, но в создании принимал участие ФФ. Шнитцер, чье имя также фигурирует на первом заложенном камне. Архитектура здания в основном романская, хотя её часто называют германской замковой архитектурой.
Тюрьма действовала до декабря 1990 года и за это время в ней побывало в заключении 155 тысяч человек. После закрытия была снесена внешняя стена и некоторые вспомогательные здания. В 1995 году было основано общество охраны тюрьмы (Mansfield Reformatory Preservation Society). Общество превратило тюрьму в музей и организовало туры, чтобы заработать деньги на восстановительные проекты. В 2013 году исправительное учреждение посетили около 80 тыс. туристов, и доход превысил $10 млн.
Всего в тюрьме умерло более 200 человек — включая нескольких охранников, убитых заключенными при попытке к бегству.

## Фильмы
Присутствует в фильмах:
- Гарри и Уолтер едут в Нью-Йорк (1975)
- Танго и Кэш (1989)
- Побег из Шоушенка (1994)
- Самолёт президента (1997)
- Сериал Касл-Рок (2018)
- План побега 3 (2019)
- Присутствует в нескольких шоу о паранормальных явлениях, например — в шоу канала ABC Family.